# Sopa de menta
La sopa de menta és una preparació culinària que emplea menta (Mentha spicata) en la seva elaboració. Se sol preparar tradicionalment a la província de Girona. Tècnicament la sopa es prepara com una decocció de la menta en aigua. Sol fer-se servir ou i en la majoria dels casos s'hi afegeix pa dur, amb l'objectiu de fer-ne una sopa escaldada. És una sopa que se serveix calenta.

## Història
La sopa està lligada a la llegenda de la Majordoma de Sant Narcís, gran cuinera i inventora d'alguns plats de la cuina de Girona, que penedida pels molts pecats d'arrogància, desenvolupà per als pobres i els malalts la sopa de menta.